# Bogdan Tosza
Bogdan Tosza (ur. 10 sierpnia 1952 w Jaworznie) – polski reżyser teatralny, publicysta, eseista, animator kultury. W latach 2012-2020 Dyrektor Naczelny Filharmonii im. Karola Szymanowskiego w Krakowie.

## Życiorys
Studiował filologię polską na Uniwersytecie Jagiellońskim (dyplom w 1976 r.), następnie w Państwowej Wyższej Szkole Teatralnej im. L. Solskiego w Krakowie na Wydziale Reżyserii Dramatu (1980), w 1998 r. uzyskał tam kwalifikacje I stopnia (doktorat), a w 2010 roku habilitację.
W latach 1976–1978 stały recenzent „Gazety Krakowskiej”. W 1983 r. stypendysta Ministerstwa Kultury i Sztuki (Moskwa i Leningrad). W sezonie 1985–1986 wykładowca podyplomowego Studium Instruktorów Teatru w Kaliszu. W latach 1987–1988 stypendysta ITI (Hamburg, Thalia Theater). Od 1990 do 1992 r. przewodniczący sekcji reżyserów ZASP, był w tym czasie stałym felietonistą „Gońca Teatralnego”. W sezonie 1991–1992 był zastępcą dyrektora ds. artystycznych Teatru Śląskiego im. St. Wyspiańskiego w Katowicach, a w latach 1992–2003 był jego Dyrektorem Naczelnym i Artystycznym. Poza reżyserowaniem sztuk teatralnych był także inicjatorem i gospodarzem wielu spotkań literackich (m.in. współorganizator wizyty Josifa Brodskiego w Katowicach, który 22 czerwca 1993 r. odebrał tytuł doktora honoris causa Uniwersytetu Śląskiego). W Teatrze Śląskim, za czasu dyrektorowania gościł na spotkaniach z widzami i czytelnikami m.in. Czesława Miłosza, Stanisława Barańczaka, Tomasa Venclovę, Andrzeja Drawicza, ks. Jana Twardowskiego, Egona Naganowskiego i Adama Zagajewskiego. We wrześniu 1996 r. był organizatorem „Dni Güntera Grassa” w Teatrze Śląskim, z udziałem wielu wybitnych tłumaczy literatury polskiej i niemieckiej.
Od 1992 r. jest wykładowcą Wydziału Radia i Telewizji im. K. Kieślowskiego Uniwersytetu Śląskiego w Katowicach, gdzie prowadzi zajęcia z reżyserii, pracy z aktorem i historii dramatu. W latach 1992–1993 stały felietonista „Teatru”. W 1993 r. był stypendystą Goethe Institut (Prien/Chiemsee). W 1995 r. seminarzysta Institut für Kulturwissenschaft w Wiedniu (dyplom ”Theatre management of international festival and repertory productions”). Od 1996 do 1999 r. był przewodniczącym Rady Programowej Radia Katowice S. A. W latach 1997–2003 wiceprezes Stowarzyszenia Dyrektorów Teatrów. W 2000 r. był stypendystą Goethe Institut w Berlinie. Od 2001 do 2003 r. członek komisji stypendialnej Ministerstwa Kultury. W latach 2002–2003 stały felietonista Radia eM. Od 2003 r. członek Rady Programowej TV Kraków. Od 2004 do 2006 r. Dyrektor Naczelny i Artystyczny Teatru Polskiego we Wrocławiu. Od 2010 r. Dyrektor festiwalu Łódź Czterech Kultur. Od października 2012 roku do sierpnia 2020 r. Dyrektor Naczelny Filharmonii im. Karola Szymanowskiego w Krakowie.
Publikował w „Dialogu”, „Zeszytach Literackich”, „Tygodniku Powszechnym”.
W 2007 r. nakładem Wydawnictwa Archidiecezji Lubelskiej „Gaudium” ukazały się jego teksty teatralne pt. Pisane na stronie.
Jego żona, Elżbieta Tosza, jest dziennikarką i publicystką. Mieszkają w Krakowie.

## Nagrody i odznaczenia
Otrzymane nagrody i odznaczenia: „Złota Maska” za reżyserię Rewizora Nikołaja Gogola w Teatrze Śląskim w Katowicach (1990), „Złota Maska” za reżyserię Antygony Jeana Anouilha w Teatrze Zagłębia w Sosnowcu (1992), Nagroda Prezydenta Miasta Katowice za integrację środowisk twórczych (1994), Loża Liderów „Trybuny Śląskiej” za przedsięwzięcie roku (1998), finał Ogólnopolskiego Konkursu na Wystawienie Polskiej Sztuki Współczesnej (Requiem dla gospodyni Wiesława Myśliwskiego, 2001); Odznaka Zasłużony Działacz Kultury (1999), Złoty Krzyż Zasługi (1999), Krzyż Kawalerski Orderu Odrodzenia Polski (2002, za wybitne zasługi w pracy artystycznej).
Poeta Janusz Szuber zadedykował Bogdanowi Toszy wiersz pt. Otwarte okno, opublikowany w tomikach poezji pt. Wpis do ksiąg wieczystych z 2009 oraz Wyżej, niżej, już z 2010.

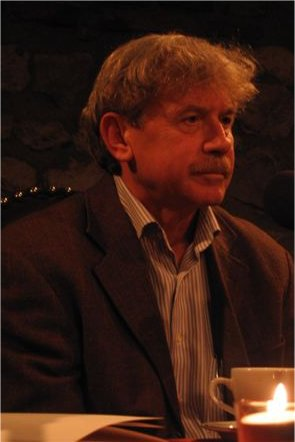
Bogdan Tosza, Kraków, 26 października 2007

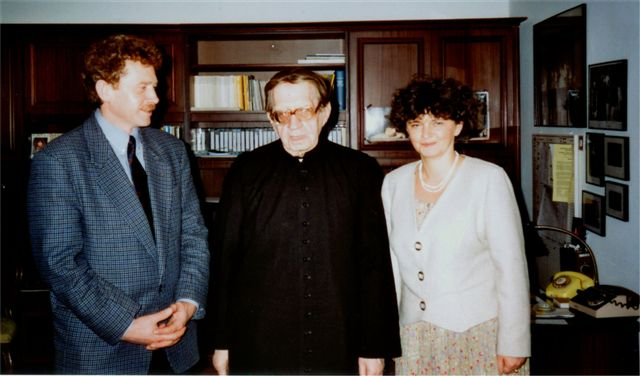
ks. Jan Twardowski, Elżbieta i Bogdan Toszowie, Teatr Śląski, Katowice, 26 kwietnia 1995

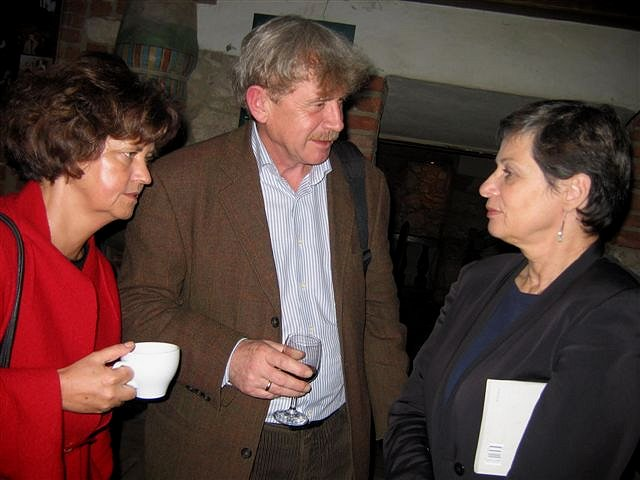
Elżbieta i Bogdan Toszowie, Barbara Toruńczyk, Kraków, 26 października 2007

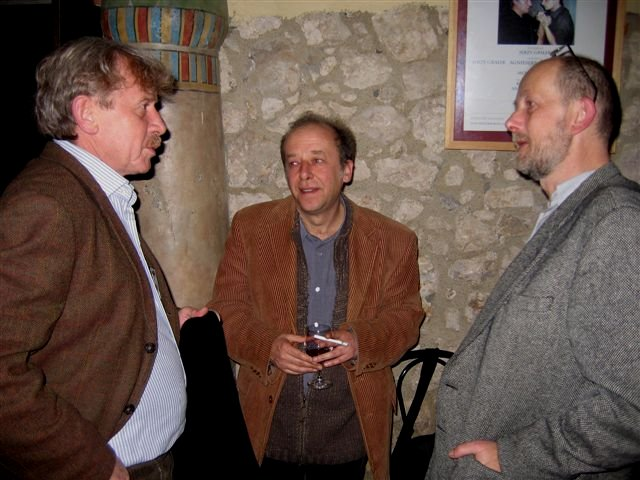
Bogdan Tosza, Jan Strzałka i Piotr Mitzner, Kraków, 26 października 2007

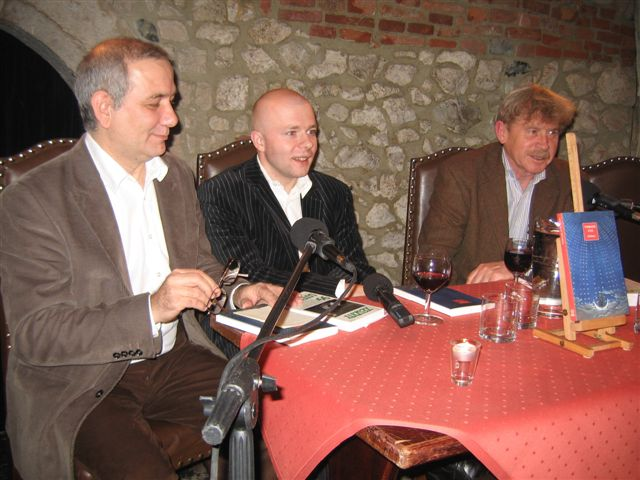
Bogdan Tosza, Tomasz Cyz i Tomasz Fiałkowski („Tygodnik Powszechny”), Kraków, 26 października 2007

## Dorobek artystyczny

### Reżyseria teatralna
- 1979 – Dom Bernardy Alba Federico Garcíi Lorki – Teatr im A. Mickiewicza w Częstochowie
- 1980 – Strach i zachwyt Ireneusza Iredyńskiego (prapremiera) – Teatr im. L. Solskiego w Tarnowie
- 1981 – Zabawa. Na pełnym morzu Sławomira Mrożka – Teatr im. L. Solskiego w Tarnowie
- 1981 – Co jest za tym murem? Jacka Stwory – Teatr im. W. Bogusławskiego w Kaliszu
- 1981 – Mizantrop Moliera – Teatr im. W. Bogusławskiego w Kaliszu
- 1982 – Tango Sławomira Mrożka – Teatr im. J. Słowackiego w Krakowie
- 1983 – Pieszo Sławomira Mrożka – Teatr im. J. Słowackiego w Krakowie
- 1983 – Garbus Sławomira Mrożka – Teatr Śląski im. St. Wyspiańskiego w Katowicach
- 1983 – Piłat. Proces Chrystusa Wojciecha Bąka (prapremiera) – Teatr im. W. Bogusławskiego w Kaliszu
- 1984 – Dacza Ireneusza Iredyńskiego – Teatr Śląski im. St. Wyspiańskiego w Katowicach
- 1984 – Dwór nad Narwią Jarosława Marka Rymkiewicza (prapremiera) – Teatr Śląski im. St. Wyspiańskiego w Katowicach
- 1985 – Ostatnia podróż Jonathana Swifta Grigorija Gorina – Teatr Śląski im. St. Wyspiańskiego w Katowicach
- 1985 – Trzy siostry Anotoniego Czechowa – Teatr im. W. Bogusławskiego w Kaliszu
- 1985 – Jak się kochają w niższych sferach Alana Ayckburna – Teatr im. W. Bogusławskiego w Kaliszu
- 1985 – Sami ze wszystkimi Aleksandra Gelmana – Teatr Zagłębia w Sosnowcu
- 1986 – Klub D. Williamsona – Teatr Śląski im. St. Wyspiańskiego w Katowicach
- 1987 – Mąż i żona Aleksandra Fredry – Teatr Śląski im. St. Wyspiańskiego w Katowicach
- 1987 – Czego nie widać Michaela Frayna – Teatr Śląski im. St. Wyspiańskiego w Katowicach
- 1988 – Pokojówki Jeana Geneta – Teatr Śląski im. St. Wyspiańskiego w Katowicach
- 1989 – Casanova Jerzego Żurka (prapremiera) – Teatr Nowy w Łodzi
- 1989 – Sługa dwóch panów Carlo Goldoniego – Teatr Śląski im. St. Wyspiańskiego w Katowicach
- 1989 – Marmur Josifa Brodskiego (prapremiera) – Teatr Śląski im. St. Wyspiańskiego w Katowicach
- 1991 – Wesele Figara Pierre’a Beaumarchais – Teatr Śląski im. St. Wyspiańskiego w Katowicach
- 1991 – Antygona Jeana Anouilha – Teatr Zagłębia w Sosnowcu
- 1992 – Letni dzień Sławomira Mrożka – Teatr Śląski im. St. Wyspiańskiego w Katowicach
- 1992 – Próby dla siedmiu Bogusława Schaeffera – Teatr Śląski im. St. Wyspiańskiego w Katowicach
- 1992 – Antygona Jeana Anouilha – Teatr Śląski im. St. Wyspiańskiego w Katowicach
- 1993 – Poławiacze pereł Georges’a Bizeta – Opera Śląska w Bytomiu
- 1993 – Toast Bogusława Schaeffera (prapremiera) – Teatr Śląski im. St. Wyspiańskiego w Katowicach
- 1994 – Wiśniowy sad Antoniego Czechowa – Teatr Śląski im. St. Wyspiańskiego w Katowicach
- 1994 – Antygona Jeana Anouilha – Teatr Dramatyczny w Ufie (Rosja)
- 1995 – Antygona w Nowym Jorku Janusza Głowackiego – Teatr Śląski im. St. Wyspiańskiego w Katowicach
- 1996 – Wróżby kumaka Gűntera Grassa – Teatr Śląski im. St. Wyspiańskiego w Katowicach
- 1996 – Znaki szczególne Wisławy Szymborskiej – Teatr Śląski im. St. Wyspiańskiego w Katowicach
- 1997 – Ostatnia taśma. Kołysanka. Kroki Samuela Becketta – Teatr Śląski im. St. Wyspiańskiego w Katowicach
- 1999 – Akropolis Stanisława Wyspiańskiego – Teatr Śląski im. St. Wyspiańskiego w Katowicach
- 1999 – Parzyści Beaty Dzianowicz (prapremiera) – Teatr Śląski im. St. Wyspiańskiego w Katowicach
- 1999 – Zemsta Aleksandra Fredry – Estrada Katowice
- 2000 – Po deszczu Sergi Belbela – Teatr Śląski im. St. Wyspiańskiego w Katowicach
- 2001 – Requiem dla gospodyni Wiesława Myśliwskiego – Teatr Śląski im. St. Wyspiańskiego w Katowicach
- 2001 – Poskromienie złośnicy Williama Szekspira – Teatr im. J. Osterwy w Lublinie
- 2002 – Przypadek Klary Dei Loher – Teatr Śląski im. St. Wyspiańskiego w Katowicach
- 2002 – Chryje z Polską. Rzecz o Stanisławie Wyspiańskim Macieja Wojtyszki – Teatr Śląski im. St. Wyspiańskiego w Katowicach
- 2003 – Romeo i Julia Williama Szekspira – Teatr im. J. Osterwy w Lublinie
- 2003 – Antygona Jeana Anouilha – Teatr im. A. Mickiewicza w Częstochowie
- 2004 – Noże w kurach Davida Harrowera – Teatr im. J. Kochanowskiego w Opolu
- 2005 – Małe zbrodnie małżeńskie Érica-Emmanuela Schmitta – Teatr Polski we Wrocławiu
- 2007 – Opowieści Lasku Wiedeńskiego Odona von Horvatha – Teatr im. J. Osterwy w Lublinie
- 2007 – Blackbird Davida Harrowera – Teatr Bagatela w Krakowie
- 2007 – Gruba świnia Neila LaBute'a – Teatr im. J. Kochanowskiego w Opolu
- 2009 – Widnokrąg Wiesława Myśliwskiego – Teatr im. J. Osterwy w Lublinie
- 2010 – Tartuffe albo Szalbierz Moliere'a – Teatr im. J. Osterwy w Lublinie
- 2010 – Pamięć wody Shelagh Stephenson – Teatr im. S. Jaracza w Łodzi

### Teatr Telewizji
- 1992 – Kim pani jest? Andrzeja Niedoby
- 1993 – Meeting Anny Bojarskiej
- 2000 – Święty grzech Włodzimierza Dulemby

### Teatr Polskiego Radia
- 1990 – Proces Brodskiego – Radio Katowice

### Publikacje
- Dar [w:] Czesław Miłosz in memoriam (Znak 2004, ISBN 83-240-0503-X)
- Pisane na stronie (Gaudium 2007, ISBN 978-83-89659-91-0)